# Denní snění
Denní snění (angl. daydreaming) je pojem užívaný v psychologii. Za duchovního otce tohoto pojmu, též známého jako mind wandering, bývá považován americký psycholog Jerome L. Singer. Ten jej definoval jako odklon pozornosti od vnějších podnětů či fyzických a mentálních úkolů, kterými se jedinec aktuálně zabývá, ke stimulům vnitřním.

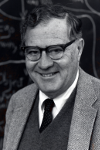
Jerome L. Singer, autor pojmu denní snění

S obdobnou definicí přišla v českém kontextu například i Alena Plháková, která denní snění popsala jako „přesun pozornosti od běžných tělesných a mentálních aktivit, které jsou odezvou na podněty z vnější reality, k vnitřnímu psychickému světu.“ Někteří psychologové ovšem nepracují s konceptem pozornosti a dávají přednost definici ve které denní snění figuruje jako „spontánní proud myšlenek v bdělém stavu, během kterého se věci odehrávají jinak, než tomu bývá v reálném světě snícího.“  Stejně tak lze denní snění pojmenovat jako hraniční psychický stav mezi bděním a spánkem, během kterého dochází ke změnám stavu vědomí. Tento stav je přitom obvykle typický tím, že je v něm realita nahrazena vlastními vzpomínkami či fantaziemi .
Denní snění je tedy aktivita, která se odehrává výhradně ve vnitřním světě jedince, který se stává dočasně netečný k vnějšímu dění.

## Inspirace Jeromeho L. Singera
Ve spojitosti s denním snění je zajímavý i příběh, jak se k jeho výzkumu samotný Jerome L. Singer vůbec dostal. Podle svých slov, jej zájem o sny provázel už od počátku studií, kdy v první polovině 20. století nastoupil na City College of New York. „Nejvíce mě fascinovala možnost studovat vnitřní světy lidí, jejich myšlenky, mentální obrazy a denní sny.“ Ještě před nástupem na univerzitu jej totiž okouzlila literární díla a filmy, kde se pracovalo s vnitřními monology, barvitými představami aktérů a s jejich fantaziemi. Jako příklad uvádí literaturu počátků 20. století, jejíž autoři aktivně pracovali s technikou proudu vědomí. Takovými příklady jsou třeba James Joyce, Marcel Proust nebo Virginia Woolfová. Jako svou inspiraci však neopomíná zmínit ani klasiky, jako Shakespeara nebo Marlowa.

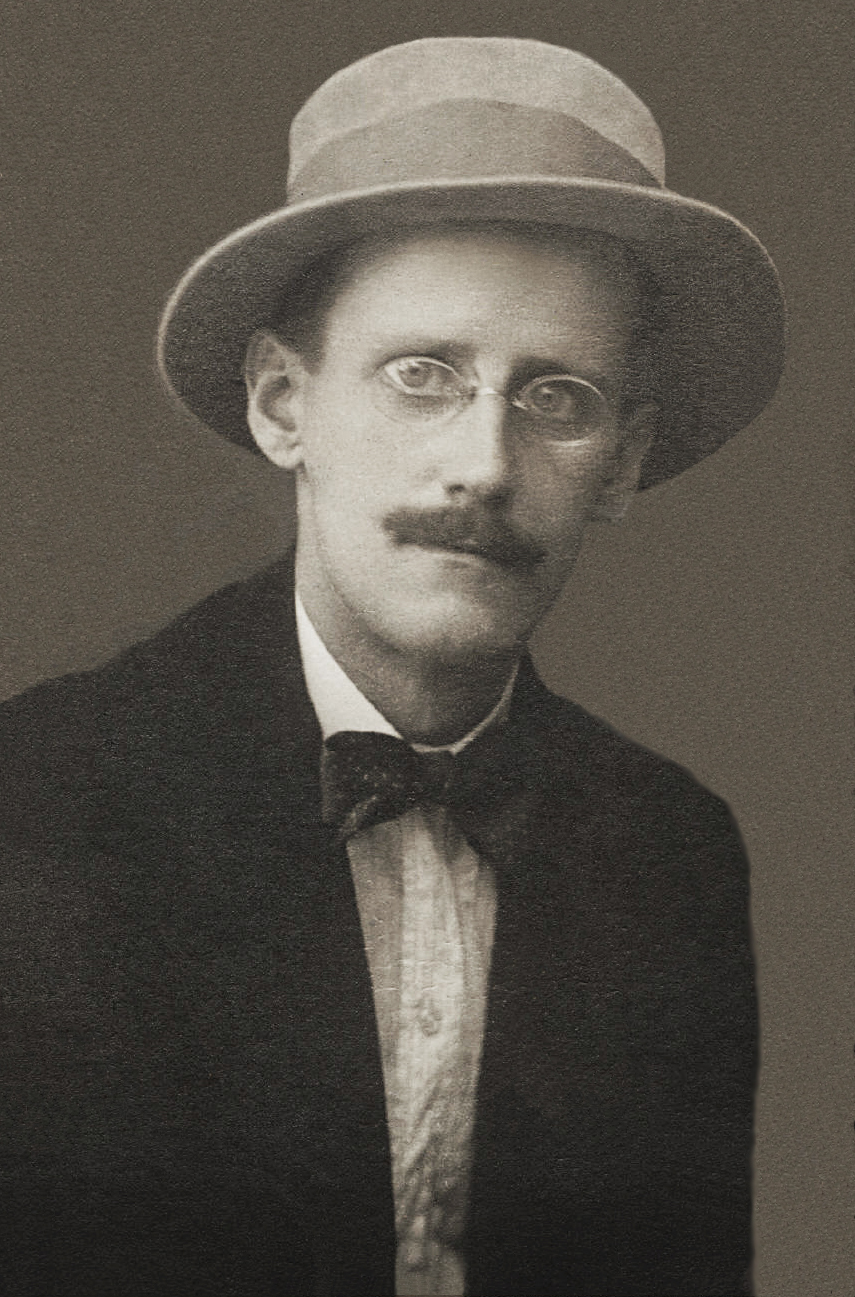
James Joyce, propagátor literární techniky "proud vědomí"

## Prevalencedenního snění
Denní snění je považováno za velmi častý jev. Celá řada výzkumů přišla k závěru, že se s ním za život setkává většina populace. Konkrétně studie Singera a McCravena ukázala, že 96 % osob mezi 18 až 50 s ním mělo zkušenost.

## Původ denních snů a jejich podoba

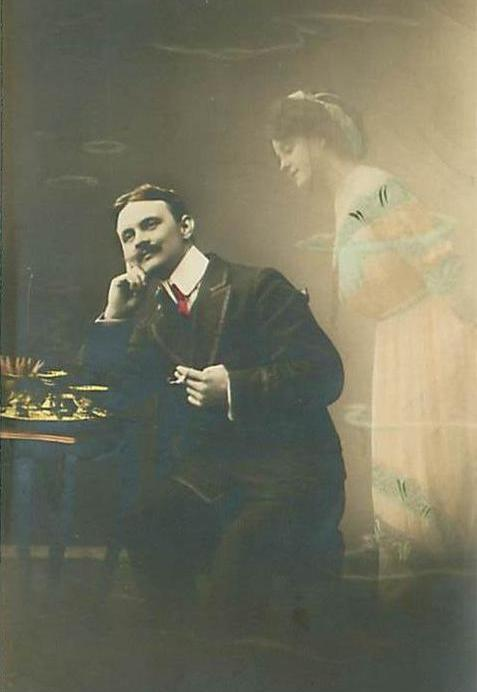
Gentleman pohroužený do denních snů, německá pohlednice z roku 1912

V odborné literatuře se často můžeme setkat s odlišnými názory na to, odkud se bere pro denní snění impulz. Singer jej (mimo jiné) vidí ve výkonu zautomatizovaných a bezmyšlenkovitých činností, jako je pásová výroba či řízení auta. Stejně tak ale může být denní snění produktem subjektivně pociťovaných životních nedostatků. Nemajetní tak sní o bohatství, o nemocní zas o zdraví. Plháková pak nabízí pohled na denní snění jako na zrcadlení, tedy umělou náhražku reálných zážitků, ať už třeba lásky či obdivu. Příkladem typických denních snů tak mohou být procházky s atraktivním partnerem či brilantní řečnické výkony. To vše za účasti imaginárního publika. Merlo a kol. pak rozděluje denní sny například na smyšlené „Co bych tak dělal, kdybych vyhrál loterii.“ Pragmatické „Co si dnes uvařím k večeři.“ Nebo pracovně orientované „Jak si poradím se zadaným úkolem.“ 
Své vysvětlení denních snů má i psychoanalýza. U ní jsou spojeny s vyjádřením a zvládnutím skrytých tužeb, především sexuální či nepřátelské povahy, které by při odhalení vyvolávaly pocity viny nebo úzkost. Radikální vysvětlení v rámci tohoto směru přinesl Sigmund Freud, podle kterého nikdo, kdo vytváří fantazie, nemůže být považován za úplně šťastného, jelikož fantazie jsou ve Freudově pojetí pouhou korekcí neuspokojivé skutečnosti.

## Praktický význam denního snění
Denní snění může být lidem v lecčem užitečné. Nejenže má své nezastupitelné místo v psychoterapii, kde může sloužit jako prostředek podporující vědomí sebe sama a zkoumání vnitřní zkušenosti, ale svou úlohu může sehrát i při transformaci citového stavu, tedy například poskytnout úlevu od nepříjemné životní reality či obtížných situací. Singer v denním snění proto spatřuje nekonečný zdroj potěšení. Denní snění podle něj, mimo jiné, zlepšuje náladu a působí proti pocitům nudy. Zároveň může pomáhat se sociálními dovednostmi, pomocí imaginárního tréninku - nácviku hypotetických situací. Tato schopnost se může pozitivně odrazit i na kreativitě jedince, kterému denní sen může dopomoci k rozvržení si tvůrčího záměru či k hledání inspirace.

### Denní snění a kreativita
Spojitostí mezi kreativitou a sny se ve svých pracích zabývala celá řada výzkumníků. Ať už to byli Schechter, Schmeidler, a Staal, kteří našli pozitivní vztah mezi mírou představivosti projevenou ve snech a úrovní kreativity, nebo Klepel, Schredl a Göritz, podle kterých lidé praktikují snové nápady v reálném životě přibližně každé dva měsíce. Výjimkou z tohoto trendu nejsou ani sny denní. Umožňují totiž pohlédnout na určitý problém z nových, zdánlivě nelogických, perspektiv, ze kterých však může vyjít dosud netušené řešení. Stejně tak může denní snění sloužit jako upomínka skutečností, které soustředěná mysl jednoduše opomíjí, protože nespadají do úzkého záběru pozornosti. Denní snění tak bývá přirovnáváno k brainstormingu, který má pozitivní vliv na uvolňování zábran či hledání analogií a zcela nových cest. Stejně tak může poskytnout impulz pro samotnou kreativní práci. Studie Kantera (1982) například ukázala, že účastníci s častějšími denními sněny sice produkují méně odpovědi než ti, u kterých se denní sny objevují méně často, zato jsou však jejich odpovědi originálnější a více novátorské, lze tedy usuzovat na jejich větší kreativitu.
V českém prostředí se v rámci své diplomové práci věnovala vztahu denního snění a kreativity například i Šmídová, která zjistila, že především pozitivně laděné a do budoucna orientované sny a zároveň nevyrušující od vykonávané činnosti, pozitivně souvisejí s kreativitou.

## Maladaptivní denní snění
Mezi odborníky se však najdou i názory, že denní snění nemá prakticky žádnou přidanou hodnotu nebo se může potenciálně stát i škodlivým. Mluvíme pak o tzv. maladaptivních účincích. Ty se nejčastěji objevují coby copingový mechanismus v souvislosti s prožitým traumatem. Jedinec, který jím prošel, si totiž často vytváří pestrý vnitřní svět, pomocí něhož se od traumatu snaží uniknout. Takovéto úniky přitom mohou trvat celé hodiny a jedinec si v jejich rámci vytváří citové vazby s postavami smyšleného světa. Riziko pak představuje moment, kdy umělé vazby nahradí ty skutečné, rodinu a přátele. Hrozí, že takovýto jedinec začne zapomínat na svět okolo sebe, zanedbávat práci, školu nebo například i osobní hygienu. Rozdíl mezi maladaptivním denním sněním a psychózou pak spočívá v tom, že si je snící vědom, že jeho sny nejsou realitou.
Milan Nakonečný v tomto ohledu dále připomíná, že pro tvorbu imaginárních scénářů šťastného života je potřeba především perspektiva a naděje na jeho dosažení. Pokud chybí, může denní snění prohlubovat pocit bezmocnosti při návratu ke skutečnosti. McVay a Kane (2010) denní snění dokonce označují za selhání kognitivních funkcí. Může mít totiž neblahý dopad na úkony vyžadující pozornost a pracovní paměť. To znamená, že se může negativně projevit například při čtení, řízení auta nebo při vzdělávání.

## Jak měřit denní snění
Vůbec prvním a asi dosud nejrozšířenějším způsobem testování denního snění byl inventář imaginativních procesů (Imaginal Processes Inventory – IPI) z roku 1970. Vytvořil jej Singer spolu s kolegou Antrobusem. Tvoří jej celkem 344 položek s pětibodovou Likertovou škálou, které jsou dále rozděleny do 28 domén. Ty se týkají například frekvence denního snění, míry pohlcení sny, časové orientace snů (budoucnost x minulost) nebo jejich obsahu.

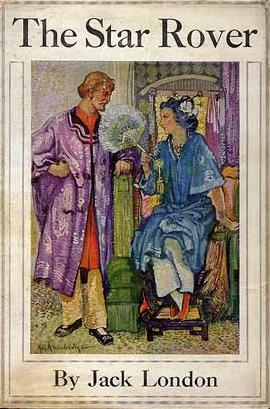
Kniha Tulák po hvězdách od Jacka Londona

## Denní snění v populární kultuře
S tematikou denního snění hojně pracuje i populární kultura. Kupříkladu v románu Tulák po hvězdách od Jacka Londona se můžeme setkat s popisem fantazií vězně umístěného do svěrací kazajky, který ve své mysli prožívá zážitky ze svých minulých životů. S prvky obdivného zrcadlení pracují i Dobrodružství Toma Sawyera od Marka Twaina, kde hlavní hrdina i přes veškerá příkoří nakonec vždy zvítězí a získá tak obdiv a uznání dospělých.
Co se týče recentní tvorby, zářným příkladem díla spojeného s denním sny je hollywoodský film Tajný život Waltera Mittyho z roku 2013. V něm je vykreslen příběh chronického snílka Waltera, který se ke svým barvitým živoucím snům uchyluje pokaždé, kdy se snaží utéct svému zážitky neoplývajícímu životu. Stejně tak lze uvést tureckého novelistu a držitele Nobelovy ceny Orhana Pamuka, který se ve svém díle vrací do dětství, kdy si imaginární světy stavěl ze všedních kulis. Babiččin obývák tak byl schopný přeměnit například na ponorku. Denním snění se podle svých slov nevyhnul ani režisér Tim Burton, který, když za svého mládí, snil o svém budoucím úspěchu, vytapetoval svůj dětský pokoj plakáty smyšlených hororových filmů.